# MG ZS
O  MG ZS é um modelo de porte médio da MG Rover.